# R. Tucker Thompson
Le R. Tucker Thompson  est une goélette à hunier néo-zélandaise basée à Opua, Bay of Islands, en Nouvelle-Zélande. Elle appartient à la R. Tucker Thompson Sail Training Trust qui l'emploie comme navire-école pour la formation des jeunes de la région du Northland.

## Histoire

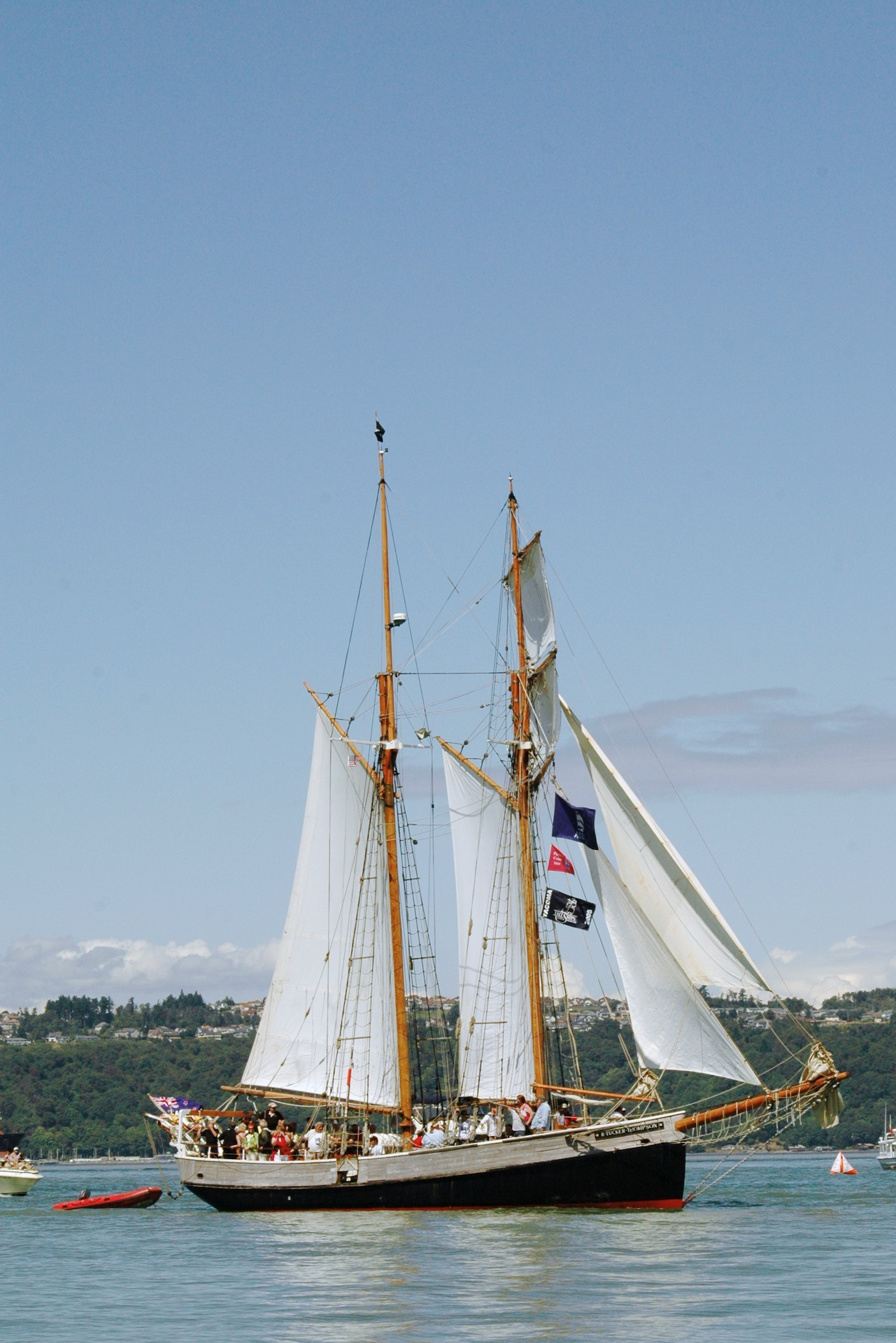
Tallships parade, Tacoma 2005

Ce voilier avait été initialement conçu par Pete Culler, un architecte naval des États-Unis comme bateau de pêche motorisé avec un pont de voilier. Tucker Thompson en a changé la conception lors de sa construction. Il rallonge la coque en acier de 2 m pour lui adjoindre un gréement permettant d'en faire une réplique des goélettes naviguant dans le Pacifique sur les côtes Ouest des États-Unis dans les années 1800.
La construction du R. Tucker Thompson a été lancé par Robert Tucker Thompson et son fils Tod en fin des années 1970. Le travail est loin d'être achevé quand le père tombe malade et meurt. Le fils reprend les travaux quand il rencontre à Whangarei Russell Harris, qui travaille sur la réplique du Bounty.
Un partenariat entre les deux hommes s'instaure et la coque du R. Tucker Thompson est transféré sur les chantiers de Whangarei. Faute de moyen financier suffisant, le voilier a été terminé avec de nombreux matériaux de récupérations et de recyclage.
Le R. Tucker Thompson est enfin lancé le 12 octobre 1985 de la plage de Whangarei.
En 1993, Russell Harris rachète les parts de Tod Thompson. Ensuite le voilier est commercialisé par la société Fullers Bay of Islands pour des sorties en mer et journées de formation de voile.
En 1995, il participe à la flottille de protestation antinucléaire dans le Pacifique.
En 2003, Fuller décide de construire son propre voilier et le R. Tucker Thompson continue à être commercialisé de façon autonome.
En 2006, Russell Harris donne en cadeau le voilier à la population du Northland. Il est désormais géré par une association à but non lucratif pour dispenser l'enseignement de la voile à la jeunesse néo-zélandaise.
L'association R. Tucker Thompson Sail Training Trust est membre de American Sail Training Association (en) (ASTA)  et de l'Australian Sail Training Association (AUSTA).
Le navire a aussi été utilisé dans un certain nombre de films et documentaires : la série télévisée de TVNZ The Adventurer ; Red, un film allemand tiré d'un récit de Somerset Maugham ; Rite of Passage de l'Australian First Fleet Re-enactment Company…